# Équipe du Burkina Faso féminine de football
Cet article traite de l'équipe féminine. Pour l'équipe masculine, voir Équipe du Burkina Faso de football.
Maillots
L'équipe du Burkina Faso féminine de football est l'équipe nationale qui représente le Burkina Faso dans les compétitions internationales de football féminin. Elle est gérée par la Fédération du Burkina Faso de football.

## Histoire
Son premier match officiel a lieu le 2 septembre 2007 contre le Niger à Ouagadougou. 
Le Burkina Faso se qualifie pour la première compétition majeure de son histoire en remportant le deuxième tour des qualifications à la Coupe d'Afrique des nations féminine de football 2022 contre la Guinée-Bissau le 23 février 2022.

## Sélectionneurs
- ...-2021 : Adama Dembélé
- 2021- : Pascal Sawadogo[4]

## Classement FIFA
| Année              | 2007 | 2008 | 2009 | 2010 | 2011 | 2012 | 2013 | 2014 | 2015 | 2016 | 2017 | 2018 |
| ------------------ | ---- | ---- | ---- | ---- | ---- | ---- | ---- | ---- | ---- | ---- | ---- | ---- |
| Classement mondial | 144  | 117  | 92   | 128  | 136  | 131  | 118  | 133  | 141  | 110  | 119  | 120  |

## Palmarès

### Parcours enCoupe du monde
- 1991 : Non inscrite
- 1995 : Non inscrite
- 1999 : Non inscrite
- 2003 : Non inscrite
- 2007 : Non inscrite
- 2011 : Non inscrite
- 2015 : Non qualifiée
- 2019 : Non qualifiée
- 2023 : Non qualifiée

### Parcours auxJeux olympiques d'été
- 1996 : Non inscrite
- 2000 : Non inscrite
- 2004 : Non inscrite
- 2008 : Non inscrite
- 2012 : Non inscrite
- 2016 : Non qualifiée
- 2020 : Non qualifiée

### Coupe d'Afrique des nations
- 1991 : Non inscrite
- 1995 : Non inscrite
- 1998 : Non inscrite
- 2000 : Non inscrite
- 2002 : Non inscrite
- 2004 : Non inscrite
- 2006 : Non inscrite
- 2008 : Non inscrite
- 2010 : Non inscrite
- 2012 : Non inscrite
- 2014 : Non qualifiée
- 2016 : Non qualifiée
- 2018 : Non qualifiée
- 2022 : 1er tour